# Lingua manipuri
Manipuri (মণিপুরি) o Meitei-lon (মৈতৈলোন্) oppure Meitei-lol (মৈতৈলোল্) (e talvolta nell'inglese del XIX secolo Meithei (মৈথৈ), che è in realtà il nome del popolo, non della lingua), è la lingua predominante e la lingua franca dello stato del Manipur, che si trova geograficamente nel sud-est della catena himalayana e politicamente nel nord-est dell'India. È inoltre la lingua ufficiale usata dall'amministrazione pubblica. Il Manipuri, che è una lingua del ceppo birmano legato alle lingue Nāga, è parlato anche negli stati indiani di Assam e Tripura, in Bangladesh e in Birmania.
Questo linguaggio ha dimostrato di essere un grande fattore di integrazione tra tutti i gruppi etnici del Manipur, che lo usano per comunicare tra di loro.
Il Manipuri è materia di studio, in India, sino al livello post laurea (Ph.D.), oltre ad essere una lingua di insegnamento fino al livello di laurea in Manipur.

## Lingua ufficiale
È una delle 22 lingue ufficialmente riconosciute dall'allegato VIII della Costituzione dell'India.